# 퀴즈 매직 아카데미
《퀴즈 매직 아카데미》(QUIZ MAGIC ACADEMY, 약칭 QMA, 매직 아카, 퀴마,일본어: クイズマジックアカデミー 쿠이즈 마직쿠 아카데미[*]는 2003년 7월 24일에 코나미가 발매한 아케이드 및 닌텐도 DS, 휴대전화용 퀴즈 게임을 말하며 그 일련의 시리즈를 말하기도 한다
가장 큰 특징은 네트워크망을 사용해 전국의 플레이어들과 대전을 할 수 있는 것, 퀴즈의 문제가 정기적으로 추가된다. 문제의 수정, 신기능 추가도 네트워크를 통해 이뤄지고 있다.
플레이어는 마법학원 "매직 아카데미"의 학생으로서 퀴즈에 임하며 토너먼트에서 승리해 상위 단급으로 가는 걸 목표로 한다.